# Yu Hanaguruma
Yu Hanaguruma (23 januari 2000) is een Japanse zwemmer.

## Carrière
Hanaguruma won de gouden medaille op de 200 meter schoolslag tijdens de Olympische Jeugdzomerspelen 2018 in Buenos Aires.
Bij zijn internationale seniorendebuut, op de wereldkampioenschappen zwemmen 2022 in Boedapest, veroverde de Japanner, ex aequo met de Zweed Erik Persson, de zilveren medaille op de 200 meter schoolslag.

## Internationale toernooien
| Jaar | Olympische Spelen | WK langebaan    | WK kortebaan   | PanPacs | Aziatische Spelen |
| ---- | ----------------- | --------------- | -------------- | ------- | ----------------- |
| 2022 |                   | 200m schoolslag | 13-18 december |         |                   |

## Persoonlijke records
Bijgewerkt tot en met 23 juni 2022
Langebaan
| Afstand         | Tijd    | Datum        | Plaats    |
| --------------- | ------- | ------------ | --------- |
| 100m schoolslag | 1.00,38 | 26 mei 2022  | Barcelona |
| 200m schoolslag | 2.08,38 | 23 juni 2022 | Boedapest |